# Remigia
Remigia - imię żeńskie pochodzenia łacińskiego, żeński odpowiednik imienia Remigiusz. Wywodzi się od łacińskiego rzeczownika remigium, oznaczającego "wiosło". Znaczenie imienia to "wytwórca wioseł".
Remigia imieniny obchodzi 13 stycznia, 20 lipca i 18 października.